# Иксион
 По грчкој митологији, Иксион, син Флегија, краља Лапита, био је први човјек који је пролио крв своје родбине. Оженио је Дију и најавио богат свадбени дар, али није хтио да га плати. Зато је Дијиног оца, Ејонеја, позвао на гозбу, али је на улазу у двор припремио дубоку провалију са великом ужареном ватром на дну. Ејонеј није слутио ништа, па је упао у провалију и изгорео. Богови су ово сматрали великим гријехом и нису жељели да му опросте, али се Зевс смиловао на њега, јер се и сам понашао слично када је био заљубљен. Зевс је очистио Иксиона од гријеха, и чак га је довео на Олимп. 
Иксион је био незахвалан и хтио је да силује Херу. Зевс је прозрео његову намјеру, па је створио лажну Херу од облака, Нефелу. Иксион је био пијан и није ништа схватио. Када га је Зевс ухватио на дјелу, наредио је Хермесу да га шиба док не понови ријечи: доброчинитељи заслужују поштовање. Затим га је приковао за ватрени точак који је беспрекидно окретао у Тартару.
Нефела је родила Иксиону дијете Кентаура, који је постао отац осталим кентаурима.